# Мост Палтни
Мост Палтни (англ. Pulteney Bridge) — арочный мост через реку Эйвон в английском городе Бат.

## Описание
Мост уникален тем, что застроен с двух сторон: по обеим его сторонам тянется ряд помещений, используемых преимущественно под магазины и лавки (это большая редкость: в мире существует всего четыре таких моста), сохранившиеся с 18 века.
Обе стороны моста асимметричны. С южной стороны сделан парадный фасад с арками и облицовкой. С северной стороны моста облицовки нет, верхней части тоже, вместо них видны разнообразные задворки магазинов, которые напоминают деревенские улицы.
Интересная особенность моста Палтни в том, что магазины на северной стороне шире моста и частично висят задней частью над водой, опираясь на балки.

## История
Мост был построен в 1769—1773 годах по проекту Роберта Адама из батского камня (англ.). За основу архитектор взял известный мост Риальто в Венеции и Понте-Веккьо во Флоренции.
Строение названо в честь Френсис Палтни, жены Уильяма Палтни (англ.), которая в то время владела деревней Басуик (англ.), находившейся на противоположном от Бата берегу реки.
В оригинальном виде мост не простоял и двух десятилетий. Через месяц после смерти Роберта Адама, 26 марта 1792 года, началась реконструкция с целью увеличения количества магазинов. 
В 1799 году наводнение разрушило северную часть моста.
Мост является автомобильным, но с 2009 года предполагалось сделать мост полностью пешеходным. Однако, до настоящего времени это не реализовано.